# Niall Matter
Niall Matter (Edmonton, 20 de octubre de 1980) es un actor canadiense.

## Biografía
Nacido en Edmonton (Canadá) y de ascendencia irlandesa y rusa, entre los 17 y 25 años Matter trabajó en las plataformas petroleras en el norte de Alberta. A la edad de 25, tuvo un grave accidente en la plataforma por el que casi le amputan la pierna derecha y tuvo que hacer seis meses de rehabilitación. 
Consiguió su primer papel protagonista en la película original de Syfy Loch Ness Terror. Durante el rodaje, envió una audición grabada a los productores de The Best Years y obtuvo el papel de Trent Hamilton. Posteriormente, trabajó en las series de televisión Stargate Atlantis, Eureka, Warehouse 13, Fear Itself, Melrose Place y 90210.
Entre 2012 y 2013, interpretó a Evan Cross, protagonista de Primeval: New World, spin-off de la serie británica Primeval.
En cine, trabajó en Watchmen, de Zack Snyder, y en Dr. Doolittle 4.